# Session (datalogi)
 For alternative betydninger, se Session (flertydig). (Se også artikler, som begynder med Session)
En session er et begreb, der bruges inden for datalogi og betyder: En blivende forbindelse mellem enheder i datanetværket. Enhederne der er forbundet af en session, kan fx være en bruger (eller browser) og en webserver. Som regel involverer en session udveksling af mange datapakker mellem de to parter.
En session bruges til at opretholde tilstande over konversationen mellem de to parter. Der kan fx foretages autorisation (log in), tidligt i sessionen, hvorefter sessionen opretholder tilstanden, så alle efterfølgende forespørgsler i sessionen også er autoriseret. Hvis man ikke havde sessioner, ville hver enkelt forespørgsel være nødt til at indeholde alle informationer på ny.
En session er typisk implementeret som et lag i en netværksprotokol. Fx telnet og FTP (se OSI-modellen).
For transportprotokoller, som ikke implementerer et formelt sessionslag (fx UDP) eller hvor sessionerne generelt er meget kortlivede (fx HTTP eller MQ), opretholdes sessioner af et program på et højere netværksniveau vha. en metode baseret på de udvekslede data. Fx inkluderer en HTTP-forespørgsel mellem en bruger og en webserver ofte en HTTP-cookie, som unikt identificerer sessionen (session-id).